# Sant Sebastià de Vilallonga de la Salanca

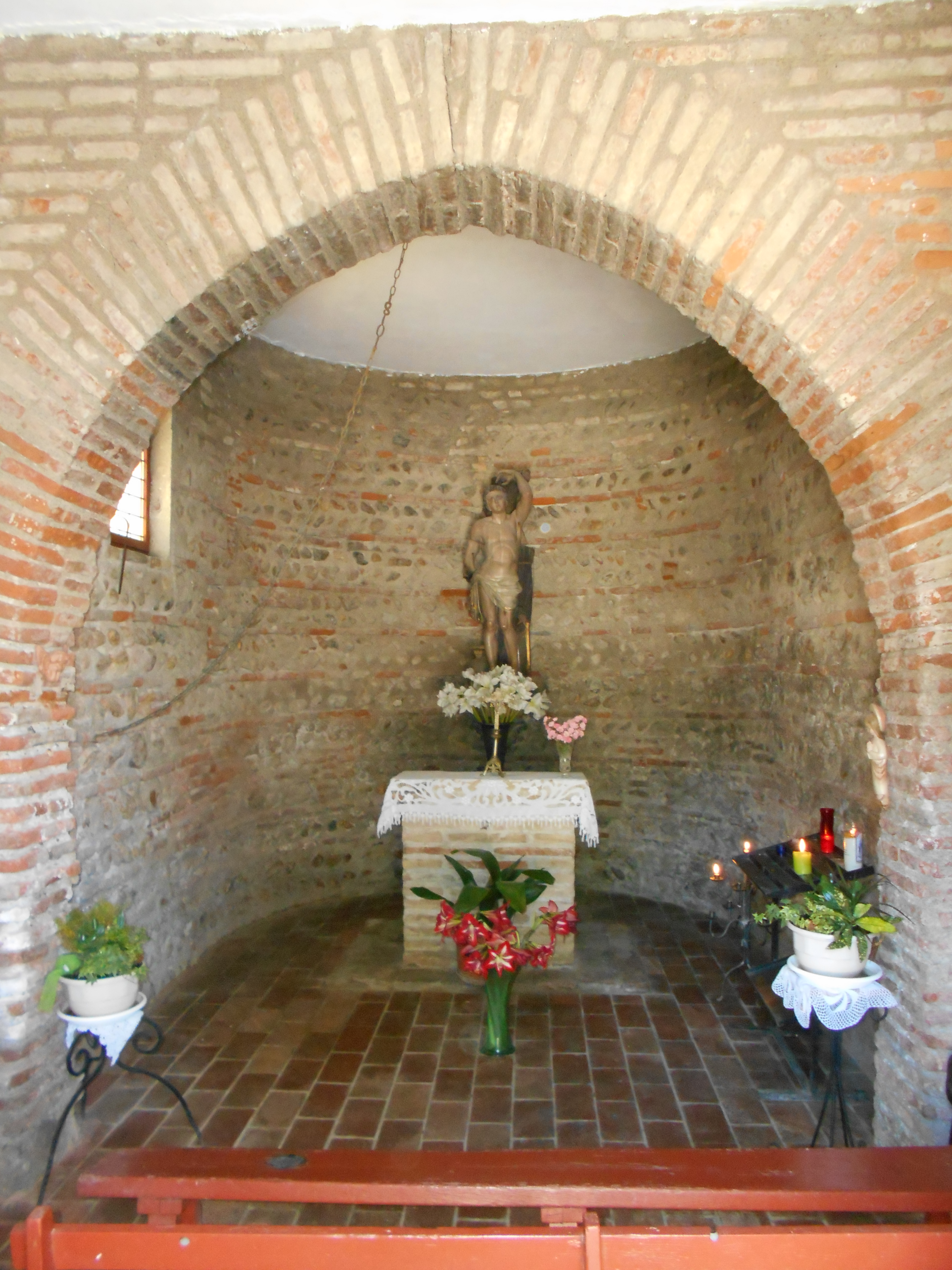
Interior, capçalera

Sant Sebastià de Vilallonga de la Salanca és una capella del poble rossellonès de Vilallonga de la Salanca, a la Catalunya del Nord.

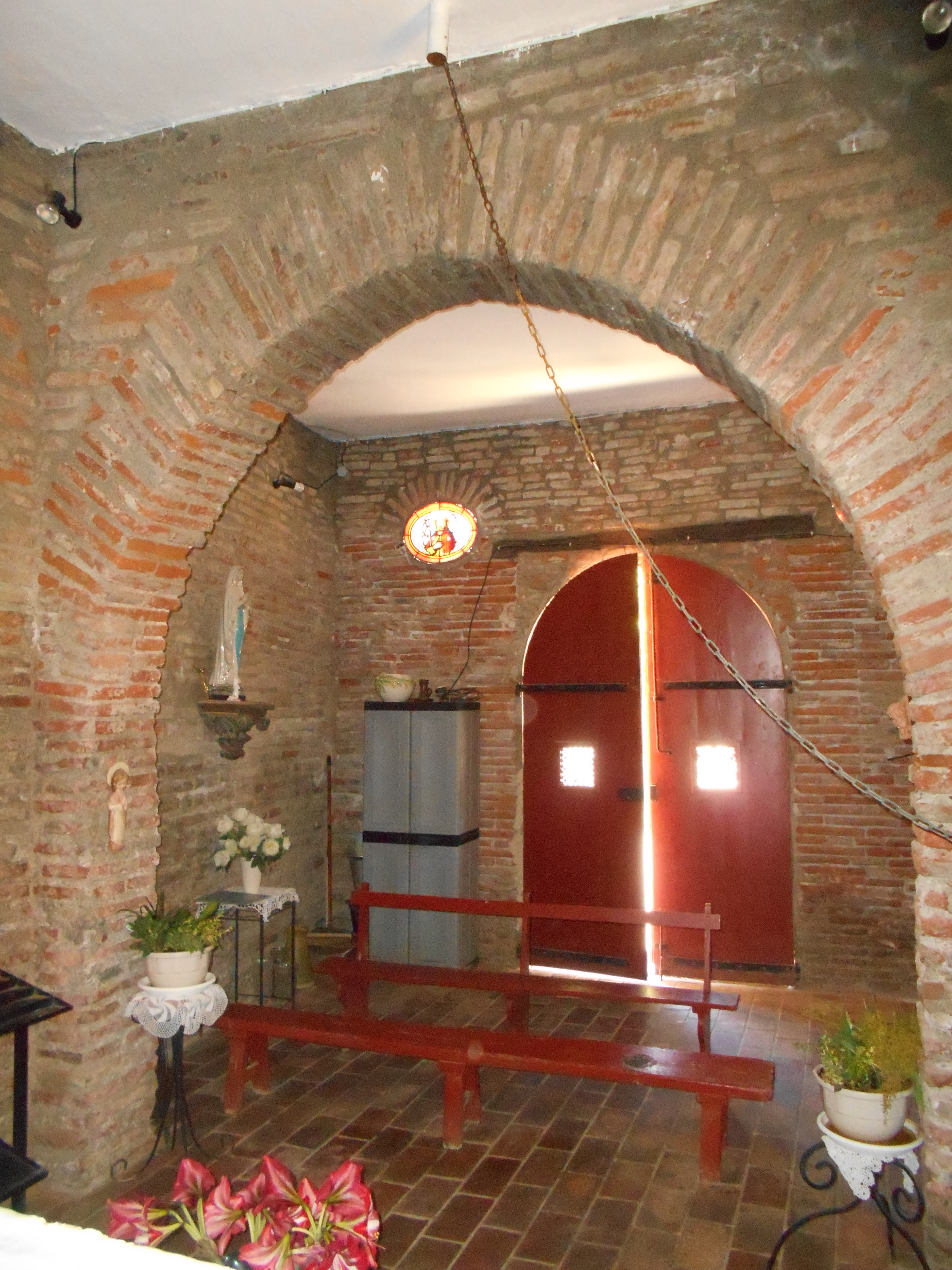
Interior, porta d'entrada

Està situada a ponent del poble vell, al carrer de Sant Sebastià, cantonada amb el Bulevard de les Corberes, el qual, juntament amb l'Avinguda de Perpinyà fa la volta a tot el nucli antic.
És una capella d'època moderna d'influència gòtica, probablement del segle xvi, construïda de maons vermells, molt característics de les teuleries de la zona. Sant protector contra les epidèmies, la capella dedicada a sant Sebastià màrtir fou erigida entre finals de l'edat mitjana i començaments de la Moderna, com en molts altres pobles de Catalunya, en una època en què diverses epidèmies desolaren tot Europa.